# Lissochlora dispilata
Lissochlora dispilata là một loài bướm đêm trong họ Geometridae.